# Prionotoleberis norvegica
Prionotoleberis norvegica is een mosselkreeftjessoort uit de familie van de Cylindroleberididae. De wetenschappelijke naam van de soort is voor het eerst geldig gepubliceerd in 1869 door Sars.